# Дініхтис
Дініхтис (Dinichthys) — монотипний рід вимерлих панцирних риб ряду артродір. Жив у кінці девонського періоду (фаменський вік), близько 370–360 млн років тому. За розміром, формою і за займаною екологічною нішею був близький до широко відомого Dunkleosteus. Скам'янілості відомі з Канади і США.
Описано Джоном Ньюберрі в 1873 році по залишках щелеп і даху черепа. Протягом понад сто років до цього роду включали багато видів великих артродір (в тому числі види, які зараз відносять до родів Dunkleosteus, Eastmanosteus і Titanichthys), а до родини Dinichthyidae включали багато родів. Зараз в цій родині залишений тільки один рід — Dinichthys — з єдиним видом Dinichthys herzeri.
Спочатку до цього роду відносили і вид Dinichthys terrelli, описаний Джоном Ньюберрі в 1873 році. На початку XX століття були знайдені повні скелети цього виду, тоді як Dinichthys herzeri був відомий тільки за фрагментами. У результаті D. terrelli служив основою для реконструкцій дініхтиса навіть після того, як його виділили в окремий рід Dunkleosteus, перейменувавши в Dunkleosteus terrelli (це зробив у 1956 році Жан-П'єр Леман (Jean Pierre Lehman)). У результаті вийшло, що більшість реконструкцій дініхтиса насправді відносяться до дунклеостеуса.

## Зовнішні посилання
- Кулєшов Михайло. Дунклеостей [Архівовано 31 жовтня 2015 у Wayback Machine.]
- Devonian Park Історія відкриття і опису дініхтиса і дунклеостеуса [Архівовано 3 січня 2013 у Wayback Machine.]